# Свилен Нейков
Свилен Емилов Нейков е български състезател и треньор по гребане, педагог. Избран е за министър на физическото възпитание и спорта на 27 юли 2009 г. в първото правителство на Бойко Борисов.

## Биография
Роден е във Варна на 14 декември 1964 г. Професор в НСА. Преподавател е по „Основи на спортната тренировка“.
Многократен шампион на България и Балканите по академично гребане, финалист на световните първенства през 1989 и 1990 г., Студентския световен шампион на Универсиадата от 1989 г. в Дуисбург, Германия.
Селекционер на националния отбор от 1995 г. по академично гребане: неговите състезатели печелят медали и класиране на финали на световни първенства, призова тройка на състезания за Световната купа, златни медали през 2002 г. На световното първенство участва в състезанието с 2 лодки и 2 негови състезателки стават световни шампионки – Румяна Нейкова и Виктория Димитрова. Нейкова печели титлата със световен рекорд, който не е подобрен. Към колекциите си има още златен медал от 2002 г. Златен медал печелят състезателките Анет Жаклин Бушман и Мила Танчева на юношеското първенство в Загреб. Сребърни медали печелят през 2005 и 2007 година. В колекцията си има и бронзови медали от световно първенство – 1999 и 2009 г. Олимпийски комплект медали печели негова състезателка от игрите в Сидни (2000), Атина (2004) и Пекин (2008).
От юни до октомври 2006 г. работи като кондиционен треньор в ПФК ЦСКА в екипа на Пламен Марков.

### Семейство
Женен е за олимпийската и световна шампионка в академичното гребане Румяна Нейкова, имат 2 сина.